# 蒂恩哈拉戰役
蒂恩哈拉戰役是芬蘭與蘇聯在繼續戰爭中交戰的一場戰役，發生於1944年6月22日的維堡北方。當時蘇軍奪取了維堡後北上，芬軍則集結部隊在蒂恩哈拉區域以做防禦，當地地形有利防守，附近的水域將已相當狹窄的戰場切割成數個島嶼。

## 背景
1944年6月10日，蘇軍發動維堡-彼得羅扎沃茨克攻勢，並在幾日內就突破芬蘭在卡累利阿南部的牢固防線。6月20日，蘇軍就已推進至維堡門下。芬蘭第20旅已被調去保衛維堡，但補給不足且缺乏有效的反坦克武器，因為他們既沒有7.5 厘米Pak 40戰防砲，也不知道如何使用為數不多可用的反戰車榴彈發射器或戰車殺手等反坦裝備。第20旅並未做應對蘇聯由第108軍的第90步兵師率領以及第260獨立重突破坦克旅、第1238自行火炮團支援下所發動的裝甲突擊，芬軍的抵抗很快就土崩瓦解，旗下部隊不是驚慌逃亡，就是接到命令撤退。

## 戰役過程
維堡淪陷後，芬蘭第61步兵團（或以瑞典語稱'Sextiettan'，因為該團完全由芬蘭瑞典族及來自瑞典的志願兵組成）在阿爾伯·馬蒂寧少校的率領下立即從斯維里河趕達地狹。6月22日，該團被部署用來駐防蒂恩哈拉（當地位於從維堡向北通往芬蘭內陸的沿海高速公路沿線上之基維西蘭薩爾米（Kivisillansalmi）海岸），以緩解疲憊不堪的前線部隊。第61團在強大火炮支援及庫爾梅支隊的支援下，成功守住基維西蘭薩爾米在內的蒂恩哈拉地區，並抵禦來自蘇聯第108步兵軍的第90、372步兵師的進攻及砲兵的火力支援。6月23日取得勝利後，馬蒂寧晉升為上校。

## 後續發展
蘇軍試圖向北推進，但未能成功突破芬軍防線。蘇軍指揮官列昂尼德·戈沃羅夫元帥認定繼續試圖跨越水路，其代價將過於高昂且極度費時，因此將部隊主力集中於尤斯蒂拉-伊漢塔拉（Juustila-Ihantala）地區，並在該地發起塔利-伊漢塔拉戰役。芬軍在1944年夏天停火前都持續控有蒂恩哈拉地區，但在1947年的《巴黎和平條約》後，當地被割讓給蘇聯。